# Gaweinstal
Gaweinstal là một thị xã thuộc huyện Mistelbach trong bang Niederösterreich.